# Cirillo Ghielmetti
Cirillo Ghielmetti (31 de agosto de 1969) es un deportista suizo que compitió en remo. Ganó una medalla de plata en el Campeonato Mundial de Remo de 1989, en la prueba de cuatro scull ligero.

## Palmarés internacional
| Campeonato Mundial | Campeonato Mundial | Campeonato Mundial | Campeonato Mundial  |
| Año                | Lugar              | Medalla            | Prueba              |
| ------------------ | ------------------ | ------------------ | ------------------- |
| 1989               | Bled (Yugoslavia)  | Medalla de plata   | Cuatro scull ligero |